# 長瀬結星
長瀬 結星（ながせ ゆうせい、2003年〈平成15年〉6月28日 - ）は、日本の歌手、俳優、タレント、アイドル。ジュニア内男性アイドルグループ・少年忍者のメンバー。
東京都出身。SMILE-UP.（旧ジャニーズ事務所）所属。

## 来歴
2018年6月23日にジャニーズ事務所に入所。少年忍者のメンバーとして活動する。
同期に深田竜生、稲葉通陽、鈴木悠仁、小田将聖、田村海琉、山井飛翔などがいる。
2021年10月、「世界大会・世界新体操2021」に向けたスペシャルユニット・フェアリーBOYSのメンバーに選ばれる。

## 人物
特技はブレイクダンス、先輩と仲良くなれること。趣味はスニーカー集め、サウナ、ラップを聴くこと。

## 出演
個人での出演のみ記述。ユニットとしての出演は少年忍者を参照

### 舞台
- アンコール!（2022年10月14日 - 28日、草月ホール / 11月1日 - 3日、COOL JAPAN PARK OSAKA TTホール） - ユウト 役[5]
- サマータイムマシン・ブルース（2025年10月22日 - 11月2日〈予定〉、IMM THEATER / 11月6日・7日〈予定〉、COMTEC PORTBASE / 11月12日 - 16日〈予定〉、サンケイホールブリーゼ） - 小泉 役[6]

### 映画
- 東西ジャニーズJr. ぼくらのサバイバルウォーズ （2022年4月1日公開、松竹） - 梅木 役[7]

### イベント
- 駆アガル！～あべこべ男子に憧れて〜（2025年3月22日・23日、ぴあアリーナMM）[8]